# Escadrille 55S

L'escadrille 55S est une escadrille de l'aviation navale française créée sous le nom d'École de pilotage de spécialisation sur multi moteurs (ESM) le 1er octobre 1948 et dissoute le 1er septembre 1986.

## Bases
- BAN Port-Lyautey (octobre 1948-juillet 1950)
- BAN Agadir (août 1950-janvier 1961)
- BAN Aspretto (février 1961-août 1986)

## Appareils
caudron goélands + wellingtons 1949-1950 
- Beechcraft SNB-5 (février 1961- ?)
- Nord-Aviation N262 (1970-août 1986)